# Delago-barlang
A Delago-barlang a Duna–Ipoly Nemzeti Park területén lévő Pilis hegységben, az Oszolyon található egyik barlang. A kényelmesen járható, tág barlang bivakolásra alkalmas hely. Turista útikalauzokban is ismertetve van.

## Leírás
Csobánka külterületén, Margit-ligeten fekszik. Az Oszoly sziklafalában messziről látható Delago-odútól a fal tövében haladó ösvényen kell 55 métert észak felé menni, majd a felfelé kiágazó csapáson körülbelül 15 méter szintkülönbséget felmászva található meg a természetes jellegű, északnyugat felé néző bejárata. A Delago-barlangtól 30°-ra, 35 méterre, 2 méterrel magasabban van a Delago-Rókalyuk bejárata.
Felső triász vastagpados fehér tömött dachsteini mészkőben jött létre valószínűleg hévíz hatására. A 17 méter hosszú, emelkedő, tág folyosó a végén egy omladékos kürtővel a felszínre harapódzik. A folyosóban gömbfülkeszerű oldásformák figyelhetők meg. Kitöltése agyag, omladék és kőtörmelék. A teljesen száraz, impozáns, szép formakincsű barlang alkalmas bivakolásra. A barlangfalon lefagyásos felületek találhatók, és télen gyakoriak a barlangban a jégcseppkő képződmények. Valószínűleg az itt gyakorló és bivakoló sziklamászók tartják tisztán a barlangot. Utcai ruhában bejárható.
Előfordul a barlang az irodalmában Delago-átjáró (Kordos 1975), Delago átjáró (Bertalan 1976), Delago barlang (Kordos 1971), Delago sziklánál lévő barlang (Kordos 1971), Delagó-átjáró (Kraus 1997), Delagó-barlang (Kárpát 1991), E. 2. (Nagy 1929), E.2.-barlang (Kordos 1975), E.2. barlang (Kordos 1971), E. 2 barlang (Bertalan 1976) és E. 2. barlang (Kordos 1984) neveken is. 1974-ben volt először Delago-barlangnak nevezve a barlang az irodalmában.

## Kutatástörténet
Az 1929. évi Turisták Lapja szerint 1928-ban, vagy 1929-ben az MTE Sí- és Sziklamászó Szakosztályának három sziklamászó tagja, név szerint Czeglédy Árpád, Czeglédy László és Nagy Elemér az oszolyi Órától az Orr felé elhelyezkedő sziklacsoport első nagy tömegében található kis barlangot, amelyet addig csak kényelmetlenül lehetett megközelíteni, kiásták és kibővítették. Ezáltal megfelelő oszolyi hálóhelyet és menedékhelyet alapoztak meg. A barlangot a három tag E. 2. barlangnak nevezte el. Nagyon ajánlva volt, hogy mindenki, aki az Oszolyt másfélnapos kiránduláskor keresi fel, ezt a barlangot, vagy az Excelsior fal melletti kis odút alvásra, illetve menedékül használja. A leírt barlang mérete miatt ez csak a Delago-barlang lehet.
1934-től 1944-ig a Természetbarátok Turista Egyesületének barlangkutatói ásták ki és mérték fel. Venkovits István ásta ki humuszos, agyagos kitöltését és recens rágcsálócsontokat talált az üledékben. 1942-ben Venkovits István felmérte vesztett pontokkal. 1943. március 28-án Venkovits István rajzolta meg alaprajz térképét és hosszmetszet térképét, amelyek 1:50 méretarányban lettek szerkesztve. A barlang 10 m hosszú és 5 m mély. Az 1967-ben napvilágot látott Pilis útikalauz című könyvben az jelent meg, hogy az Oszoly Csobánkára néző, Ny-i oldalán, az erdővel körülvett mészkősziklák között több jelentéktelen üreg található. Az 1969. évi Karszt- és Barlangkutatási Tájékoztatóban publikált közlemény szerint 1969 augusztusában a Szpeleológia Barlangkutató Csoport a Kevélyekben szervezett tábor során fix pontokat helyezett el az Oszoly és az Oszoly-oldal 8 kisebb-nagyobb üregében.
A Szpeleológia Barlangkutató Csoport 1970. évi jelentésében részletes leírás található a barlangról és kutatástörténetéről. A jelentésben az olvasható, hogy az Oszoly Delago falától É-ra, a margitligeti jelzett turistaúttól egy percre, 35–40 m magasan van nehezen észrevehető, tág bejárata. A valószínűleg hévizes eredetű barlang egy teremből áll, amely befelé szűkké válik, majd kis beszakadásban végződik. A bejáratnál a kőzetben szép Megalodus átmetszet figyelhető meg. A barlang középső és hátsó részén állandó a csepegés. Gyakori bivakolóhely. A jelentés mellékletébe bekerültek az 1943-as térképek Kordos László által rajzolt változatai.

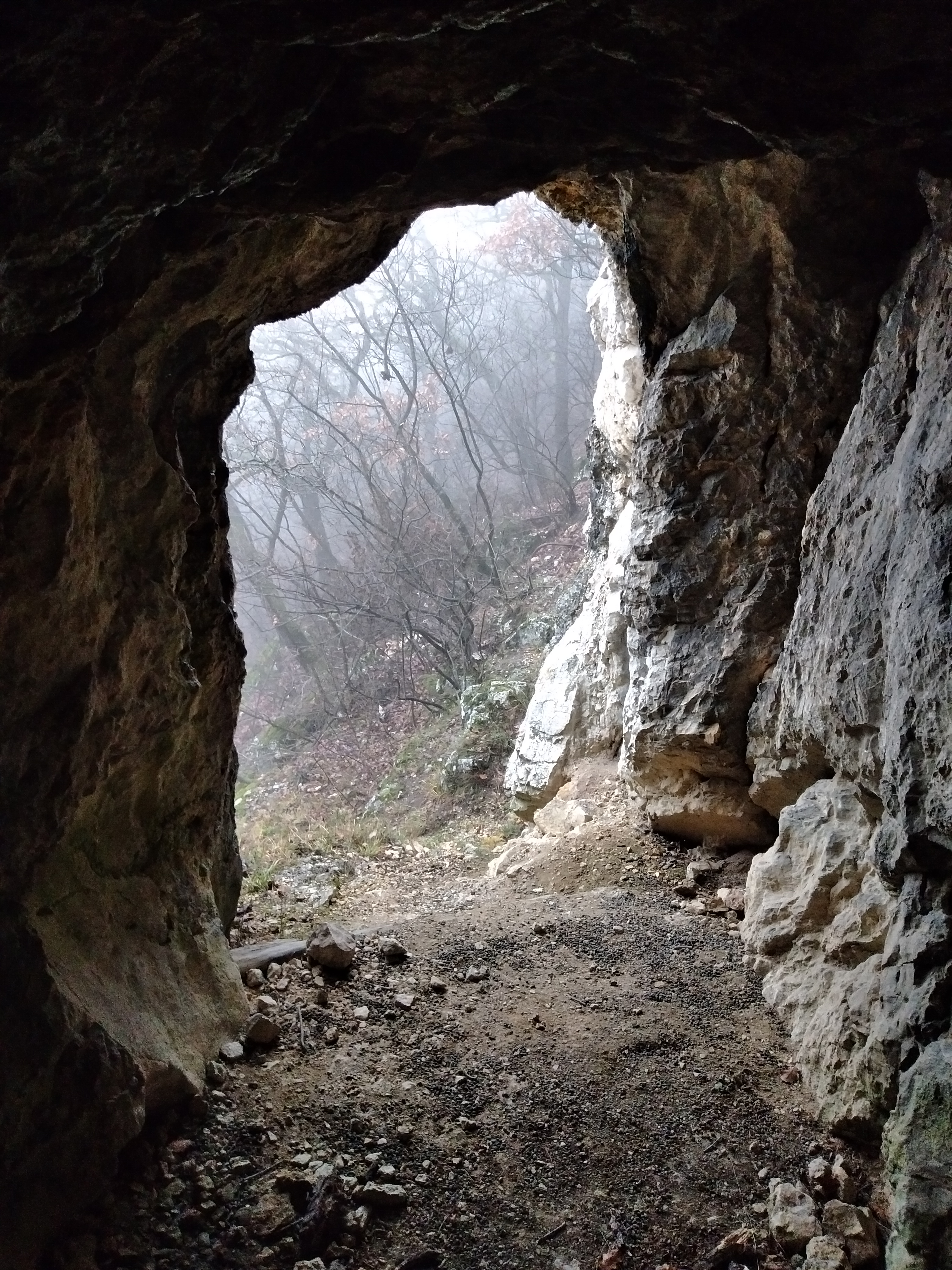
A Delago-barlang eleje

Az 1974-ben megjelent Pilis útikalauz című könyvben, a Pilis hegység és a Visegrádi-hegység barlangjainak jegyzékében (19–20. old.) meg van említve, hogy a Pilis hegység és a Visegrádi-hegység barlangjai között vannak az Oszoly barlangjai és a Delago-barlang. A Pilis hegység barlangjait leíró rész szerint a Csobánka felett emelkedő Oszoly sziklái között másféltucat kis barlang van. Ezeket a Szpeleológia Barlangkutató Csoport térképezte fel és kutatta át rendszeresen. E kis barlangok többsége nem nagyon látványos, de meg kell említeni őket, mert a turisták, különösen a sziklamászók által rendszeresen felkeresett Oszoly sziklafalaiban, valamint azok közelében némelyikük kitűnő bivakolási lehetőséget nyújt. A 10 m hosszú Delago-barlang bejárata a Delago faltól É-ra, a margitligeti jelzett turistaút felett helyezkedik el. Az 1930-as években mérték fel a TTE barlangkutatói a barlangot, amelynek termét gyakran használják napjainkban is bivakolásra.
Az 1975. évi MKBT Beszámolóban publikálva lett az 1970. évi jelentés barlangra vonatkozó része a jelentésben lévő térképekkel együtt. A Delago-barlang (E.2.-barlang Nagy E. 1929; Delago sziklánál lévő barlang Szenthe I. 1969; Delago-átjáró Bertalan K. 1970) az Oszoly Delago-falától É-ra, a margitligeti jelzett turistaúttól 1 percre, 35–40 m magasságban nyílik. Egy teremből áll, amely befelé összeszűkül, majd kis beszakadásban végződik. Dachsteini mészkőben jött létre, amely a bejáratánál szép Megalodus sp. metszeteket tartalmaz.
Humuszos, agyagos kitöltését Venkovits István ásta ki és benne recens rágcsáló csontokat talált. A roncsbarlang valószínűleg hévizes eredetű. A klímamérések eredménye az 1. számú táblázatban látható. A barlangot 1942-ben vesztett pontokkal Venkovits István mérte fel. 10 m hosszú és 5 m mély. A barlangról Nagy Elemér írt először. A TTE kutatói tanulmányozták 1942–1944-ben. A barlangismertetés 6 irodalmi mű alapján lett írva. A kiadványban van egy helyszínrajz, amelyen a Csúcs-hegy és az Oszoly barlangjainak földrajzi elhelyezkedése látható. A rajzon megfigyelhető a Delago-barlang földrajzi elhelyezkedése.
A Bertalan Károly által írt és 1976-ban befejezett kéziratban az olvasható, hogy a Pilis hegységben, a Kevély-csoportban, Pomázon elhelyezkedő Delago-barlang további nevei E. 2 barlang és Delago átjáró. Az Oszoly Delago falától É-ra, a margitligeti jelzett turistaúttól 1 percre, 30–40 m-rel magasabban van tág, de nehezen észrevehető bejárata. A dachsteini mészkőben szép Megalodus átmetszetet lehet látni. A barlang 10 m hosszú és 5 m mély. A befelé szűkülő barlangban van egy terem, amely beszakadásos. Bivakolásra alkalmas. A kézirat barlangra vonatkozó része 2 irodalmi mű alapján lett írva.

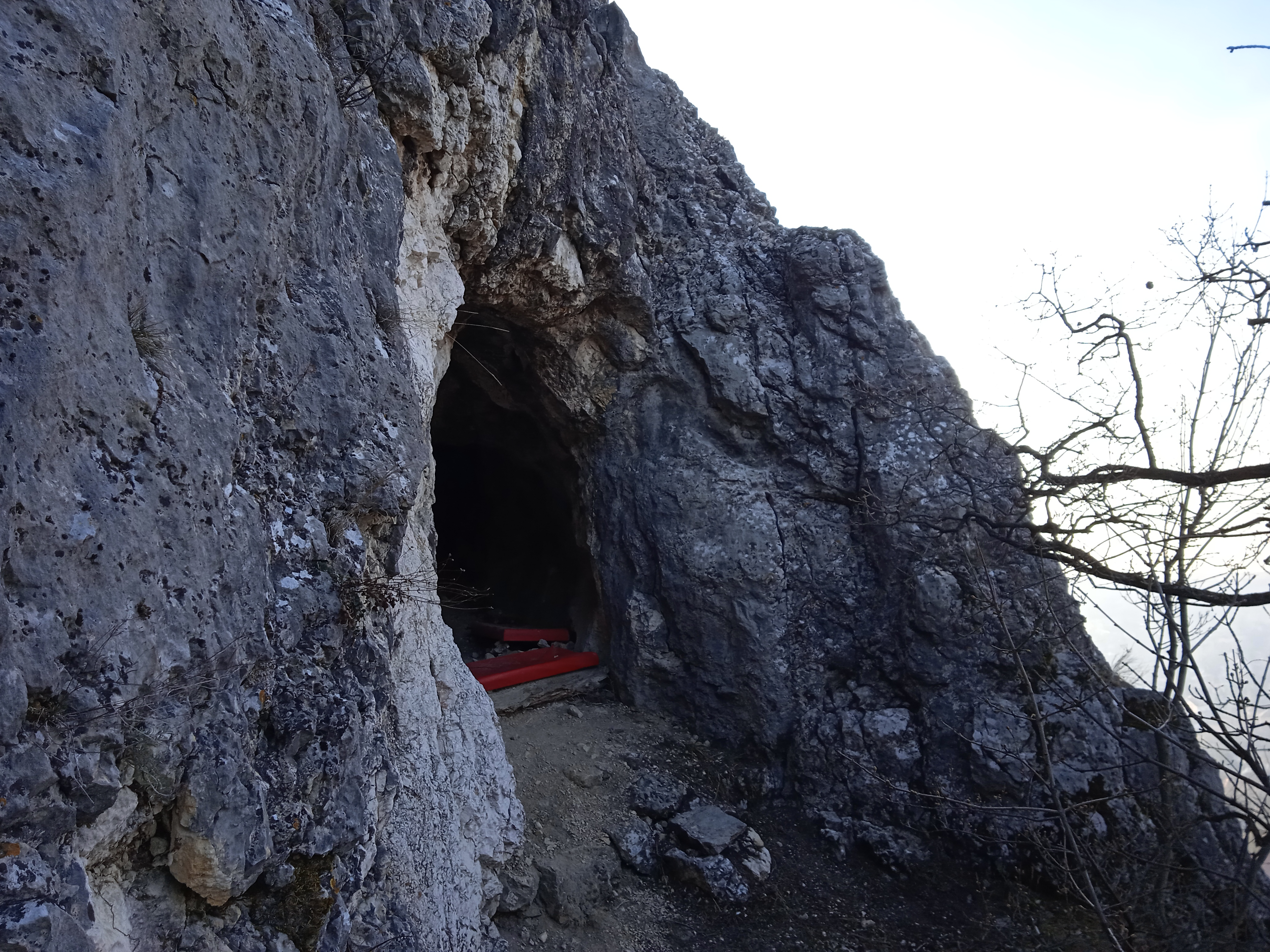
A Delago-barlang bejárata

Az 1981. évi Karszt és Barlang 1–2. félévi számában nyilvánosságra lett hozva, hogy a Delago-barlangnak 4820/20. a barlangkataszteri száma. Az 1984-ben napvilágot látott Magyarország barlangjai című könyv országos barlanglistájában szerepel a Pilis hegység barlangjai között a barlang Delago-barlang néven E. 2. barlang és Delago-átjáró névváltozatokkal. A listához kapcsolódóan látható a Dunazug-hegység barlangjainak földrajzi elhelyezkedését bemutató 1:500 000-es méretarányú térképen a barlang földrajzi elhelyezkedése. 1990-ben Kárpát József, Pálinkás és Vajda szerkesztette meg alaprajz térképét, valamint hosszmetszet térképét. 1990-ben Kárpát József rajzolt egy áttekintő térképet, amelyen megfigyelhető az oszolyi sziklamászó-iskola barlangjainak földrajzi elhelyezkedése. Ezen a térképen látható a Delago-barlang földrajzi elhelyezkedése. Az 1991-ben megjelent útikalauzban meg van ismételve az 1974-es útikalauzban lévő barlangismertetés és az Oszoly barlangjainak általános ismertetése.
A Kárpát József által 1991-ben írt összeállításban meg van említve, hogy a Delagó-barlang (Csobánka) 11 m hosszú és 5 m mély. Az 1996. évi barlangnap túrakalauzában meg van ismételve az 1991-ben kiadott útikalauzban lévő barlangismertetés és az Oszoly barlangjainak általános ismertetése. 1997. február 7-én Regős József kijavította az 1990-es alaprajz térképet. 1997. június 6-án Kárpát József 1990-es oszolyi áttekintő térképe alapján Kraus Sándor rajzolt helyszínrajzot, amelyen az oszolyi sziklacsoportok D-i részén lévő barlangok földrajzi elhelyezkedése van ábrázolva. A rajzon megfigyelhető a Delagó-barlang földrajzi helyzete. Kraus Sándor 1997. évi beszámolójában az olvasható, hogy az 1997 előtt is ismert Delagó-barlangnak (E.2.-barlang, Delagó-átjáró) volt már térképe 1997 előtt. A jelentésbe bekerült az 1997-es helyszínrajz. A 2005-ben megjelent, Magyar hegyisport és turista enciklopédia című könyvben meg van említve, hogy az Oszoly erdejében elszórtan sziklatömbök és kis barlangnyílások váltogatják egymást.

## További irodalom
- Szenthe István: Karsztjelenségek és képződményeik fejlődéstörténete a Nagy-Kevély környékén. Egyetemi szakdolgozat. Kézirat. Budapest, 1969.
- Venkovits István: Nagykevély környékének földtani vizsgálata. Kézirat, egyetemi szakdolgozat. Budapest, 1949.